# Степанова, Вероника Юрьевна
Верони́ка Ю́рьевна Степа́нова (род. 14 августа 1978, Ленинград) — российский клинический психолог и ютубер.

## Биография

### Детство и карьера психолога
Родилась 14 августа 1978 года в Ленинграде.
После окончания школы в 1996 году поступила в СПбГУ на психологический факультет.
Первое время работала в бюджетных учреждениях и наркологии за маленькую зарплату и жила на обеспечении мужа. По словам блогерши, ей в первую очередь был важен опыт работы.

### Карьера ютубера
Зарегистрировала свой канал на YouTube 23 августа 2012 года.
Известно, что после создания YouTube-канала она иммигрировала с семьёй в Мексику.
На своём канале Вероника предоставляет инструкции по манипуляции окружающими, ставит диагнозы, делится своим опытом в психологии, составляет психологические портреты известных личностей и сексологические разборы на Rutube.
В июле 2024 года российская модель Анастасия Решетова подала иск в суд, обвиняя Степанову в клевете. В том же году на Веронику по такому же обвинению подала в суд модель Светлана Бондарчук.

## Критика
Веронику Степанову зрители много раз обвиняли в кликбейтных названиях видеороликов, сама женщина называет такой подход оправданным.
Ютубершу зрители часто критикуют за неграмотную речь и нецензурную лексику, на что она заявила, что у неё дислексия.
Психологи часто обвиняют её в нарушении их этического кодекса из-за того, что она раздаёт советы, как жить, заочно ставит психиатрические диагнозы и рассуждает о сексуальной ориентации артистов, политиков и блогеров.
В одном из своих роликов Вероника рассказала, как специально доводила одного из своих клиентов до состояния депрессии.

## Личная жизнь

### Семья
Замужем, есть две дочери: Александра и Серафима.

### Образование
По словам Вероники, она училась в фельдшерском колледже, в фармацевтическом техникуме, в РГПУ имени А. И. Герцена, НИПНИ имени В. М. Бехтерева, СПбГУ и в Portland State University в США.